# Macrocneme chrysitis
Macrocneme chrysitis är en fjärilsart som beskrevs av Guérin-meneville 1843. Macrocneme chrysitis ingår i släktet Macrocneme och familjen björnspinnare. Inga underarter finns listade i Catalogue of Life.